# Проблемска настава
Проблемска настава (ПН) је студентска педагогија у којој студенти уче о теми кроз искуство решавања отвореног проблема. Ученици савладавају стратегију размишљања и стичу знање. ПН формат потиче из медицинске школе мисли, а сада се користи и у другим школама мисли такође. Развијен је на медицинском факултету у Канади 1960. и од тада се проширио широм света. Циљеви ПН су да помогну студентима да развију флексибилно знање, вештину ефикасног решавања проблема, самостално учење, ефикасне вештине за сарадњу и унутрашњу мотивацију. Проблемска настава је стил активног учења.
Радом у групама, ученици идентификују оно што већ знају, шта им је потребно да знају, и како и где да приступе новим  информацијама које их могу довести до решавања проблема. Улога инструктора (познат као тутор у ПН) је да олакша учење кроз подршку, усмеравање и праћење процеса учења. Тутор мора да изгради поверење ученика да преузму проблем, и да охрабри ученике, уз помоћ разумевања. ПН представља промену парадигме од традиционалног учења и филозофије учења , које се чешће базира на предавање . Конструкти за наставу ПН се веома разликују од традиционалне наставе у учионици / предавања.

## Значење
Баровс дефинише проблемску наставу као:
1. Студентско учење
2. Учење је најбоље у малим групама, идеално 6-10 особа
3. Водичи или тутори више надгледају ученике него што их уче
4. Проблем представља основу за организовани фокус групе и стимулише учење
5. Проблем је средство за развој способности решавања проблема. Он стимулише когнитивни процес.
6. Нова сазнања се добијају кроз самостално учење (СУ).

## Историја
ПН је основана у програму медицинске школе на Универзитет у Хамилтону, Онтарио, Канада у касним 1960-им од стране Ховардса Баровса и његових колега. Традиционално медицинско образовање разочарало је  студенате, који су сматрали да огромна количина материјала који је представљен у прве три године медицинске школе, има мали значај за праксу медицине и клинички засноване медицине. ПН наставни план и програм је развијен да се подстакну ученици, помогне ученицима да виде значај учења за будућност, одржи виши ниво мотивације за учење, и да се покаже ученицима значај одговорних, професионалних ставова.
Проблемска настава је касније усвојена од стране других медицинских школских програма, прилагођених за основне наставе, као и К-12. Употреба ПН се проширила од почетног увођења у програме медицинских школа на укључење образовање у областима других здравствених наука, математике, права, образовања, економије, бизниса, друштвених наука и инжењеринга. Употреба ПН, као и других студентих педагогија, била је мотивисана признавањем неуспеха на традиционалан начин и појавом дубљег разумевања како људи уче. За разлику од традиционалне наставе, ПН активно ангажује ученике у изградњи знања. ПН обухвата проблеме који могу да се реше на много различитих начина и који имају више од једног решења.

## Подршка
Заговорници ПН тврде да се ПН може користити за побољшање садржаја знања док истовремено подстиче развој комуникације, решавање проблема, критичко размишљање, сарадњу и сопствене режије способности учења. ПН може позиционирати ученика у симулираном стварном свету радног и професионалног контекста који укључује политику, процес, и етичке проблеме који ће морати да се разумеју и доведу да неког исхода. Радећи кроз комбинацију стратегије учења да се открије природа проблема, разумевање ограничења и могућности за резолуцијом, дефинисање улазних варијабли, и разумевање укључених гледишта, студенти уче да преговарају сложену социолошког природу проблема и како такмичење резолуције може утицати на одлучивање-доношење одлука.

## Конструктивизам и ПН
Проблемска настава односи се на потребу да се промовише доживотно учење кроз процес истраге и конструктивно учење. ПН се може сматрати конструктивним приступом настави, истичући заједничко и самостално учење и бити подржана од стране флексибилних наставника. Тиса и Шмит, Шмит и Хунг елаборирају на когнитивном конструктивистичком процесу ПН:
1. Ученици су упознати са проблемом и кроз дискусију, у оквиру своје групе, активирају своје претходно знање.
2. У оквиру своје групе, они развијају могуће теорије или хипотезе да објасне проблем. Заједно идентификују проблеме учења који треба да буду истражени. Они граде заједнички примарни модел да објасне проблем при руци. Тутори пружају скелу, која је оквир рада на којима ученици могу изградити знања у вези са проблемом.
3. Након почетног тимски рад, ученици раде самостално у сопственој режији студија да би  истражили идентификоване проблеме.
4. Студенти се поново групишу да разговарају о својим проналасцима и побољшају своја почетна објашњења на основу онога што су научили.

ПН следи конструктивистичке перспективе у учењу, као што је улога инструктора да води и оспори процес учења, а не искључиво пружање знања. Из ове перспективе, повратне информације и размишљања о процесу учења и групне динамике су битне компоненте ПН-е. Студенти треба да буду активни агенти који се баве изградњом социјалног знања. ПН помаже у процесима креирања значења и изградње личних тумачења света на основу искустава и интеракција. ПН помаже при вођењу студента од теорије до праксе током путовања кроз решавање проблема.

## Докази подршке
Неколико студија подржава успех базиран на конструктивистичким проблемима и истрагу метода учења. Један од примера је студија о пројекту под називом ГенСкоп, као наука софтверске апликације засноване на упит, који је потврдио да су студенти који користе ГенСкоп софтвер показали значајне добитке у односу на контролне групе, са највећим добицима приказаним у ученицима из основних курсева.
Једно велико истраживање ученика средње школе на високостандардизованим тестовима вршено је за процену ефикасности упита на бази науке. Студија је показала побољшање од 14 одсто за прву генерацију студената и побољшање од 13 одсто за друге кохорте. Студија је такође показала да је упит на бази наставне методе знатно смањио јаз постигнућа за афро-америчке студенте.
Систематски преглед ефеката проблемске наставе у медицинској школи о обављању лекара након дипломирања је показао позитивне ефекте на надлежности лекара. Овај ефекат је нарочито јак за социјалне и когнитивне способности, као што су суочавање са несигурношћу и комуникацијским вештинама.
Друга студија из Словеније посматрала је да ли су студенти који уче са ПН  бољи у решавању проблема и да ли су побољшани њихови ставови према математици у односу на њихове вршњаке у више традиционалном наставном плану и програму. Студије су утврдиле да су студенти који су били изложени ПН бољи у решавању тежих проблема, међутим, није било значајне разлике у студентском односу према математици.

## Примери ПН у наставним плановима и програмима

### Малезија и Бејонд
У Малезији, је направљен покушај да уведе модел учења заснован на решавању проблема у математици, са циљем едукације грађана како би се припремили за доношење одлука у области одрживог и одговорног развоја. Овај модел се зове Проблемска настава четири кључне области (ПН4КО) и први пут је освануо у СИМЕО РИКСЕМ 2008. године, а као резултат спроведених курсева, папир је представљен на конференцији ЕАРКАМ5  2010. године, праћен двама папирима током 15. УНЕСКО-АПЕИД конференције  2011. Овај модел је уведен у области менаџмента образовања, образовања за међународно и интранационално разумевање (МИР), и управљања људским ресурсима, међу едукатора из земље, у Малезији и шире, повезана са СИМЕО РЕКСАМ. Неколико Малезијских универзитета су почели имплементацију ПН у свом програму у настојању да побољшају квалитет образовања. У сарадњи са Универзитетом Алборг у Данској, ПН је уведен на Универзитету Тун Хусеин Он Малезије(УТХМ). Од тада је ПН у широкој употреби у инжењерингу као и код хуманистичких предавача на УТХМ (Берханудин, 2007). На Универзитету Малаиа, дипломирану медицину,дипломирану хирургију и дипломирану стоматологију курсева укључили су неколико сесија учења проблема заснованих на њиховом наставном плану и програму као начин наставе интеракције између ученика.

### Медицинске школе
Неколико медицинских школа има укључено учење проблемске наставе засноване на решавању проблема у свом програму пратећи вођство Медицинског факултета, користећи праве случајеве пацијената да науче ученике како да мисле као лекар. Више од осамдесет одсто медицинских школа у Сједињеним Америчким Државама сада имају неки облик учења проблемске наставе засноване на њиховим програмима. Истраживање од 10 година са Универзитета Мисури Скул оф Медицин показује да ПН има позитиван ефекат на надлежност ученика као лекара након дипломирања.
Универзитет Монаш је  био друга институција која је усвојила ПН у медицинску школску средину и наставља да примењује ово на Медицинском факултету, неге и здравствених наука за дипломираног лекара / дипломираног хирурга (ДЛДХ) програма који се испоручују у Аустралији и Малезији.
Универзитет Мастрикт нуди читав програм у само ПН формату, као што то чини Универзитет Светог Ђорђа у Лондону, још један пионир у ПН формату. Универзитет у Лимерку дипломски унос Медицинска школа у Ирској праћено прилагођавањем СГУЛ програм, као и друге програме да се пружи свој програм у само ПБЛ формату. Године 1983. Цоллеге оф Медицине и медицинских наука је основан у Бахреину као део Заливског Универзитета у Арапском. То доноси наставни план и програм учења засновано на решавању проблема од самог почетка и нуди свој програм МД само у ПБЛ. Године 1998. Западни Универзитет здравствених наука отворио свој Колеџ ветеринарске медицине, са наставни план и програм заснован на потпуно ПБЛ.
2002. године, УЦ Беркли - УЦСФ Заједнички Медицински програм (ЗМП), акредитовани пет година Мастер наука / Медицински докторски програм смештен на Универзитету у Калифорнији, Беркли Скул оф Паблик Хелт, почео је да нуди 100% случај на наставни план и програм својим ученицима у њиховим прешегртованим годинама. Наставни план и програм интегрише основне и преклиничке науке, док неговање разумевања биолошких, социјалних и моралних контекста људског здравља и болести. Студенти проводе последње две године шегртовања на Универзитету Калифорније у Сан Франциску.
Лејк Ери Колеџ оф Медицин Остеопатик (ЛЕЦОМ) нуди ПН пут у главном кампусу у Ери, Пенсилванија. 2004. године, ЛЕЦОМ је основао огранак кампуса у Брадетону, Флорида, користећи потпуни ПН формат. Сателитски кампус у [[|Гринсбург|Гринсбургу, Пенсилванија]] је такође искључиво ПН.
2002. године, Гадјах Мада Универзитет у Јогакарти, Индонезија је почео нудећи Међународни медицина програм базиран на учењу проблемске наставе. Газеира Универзитет у Судану је био први у земљи који је усвојио ПН на свом медицинском факултету, што је тренд који је пратио неке од новијих медицинских факултета. 2008. године је чувени Медицински факултет  у Картуму, који је следио традиционални наставни план и програм од свог оснивања 1924. године направио промену у структури наставног плана и програма усвајањем споја наставног плана и програма који укључују решавање проблема стратегије учења.
2008. Аљоуф Универзитета у Сакакаху, Саудијска Арабија и Универзитет Алфаисал [Ријад], [Саудијска Арабија] су почели да користе ПН за све своје медицинске програме.
2009. године, Либијски Међународни медицински Универзитет у Бенгазију, Либија је почео да користи ПН за све своје медицинске програме.

### Средње школе
2008. године, Парамата Марист Хај Скул, средња католичка  школа у Аустралији, уведене су  методе ПН у настави за годину за 9 и 10 дечака. Систем учења је био велики успех и од тада је проширена на ниже разреде да наведе ученике да размишљају ван оквира и да се употребе садржаје курсева на проблеме у стварном свету.
Норт Лондејл Колеџ Преп Хај Скул (НЛЦП), на западној страни Чикага, наставља да усавршава своја веома висока очекивања интердисциплинарних пројеката, или И-пројеката. Како напредују бруцоши кроз завршне године, ови вертикално поравнати пројекти укључују све ригорозне заједничке државне стандарде у истраживању, у непосредној близини читање, квантитативно резоновање, аргументације, писања и вештине презентације. Сваки НЛЦП Јуниор и виши Пројекат се изводе из сопственог питања студента (примери питања укључују "Како може да се заустави глобални геноцид?" И "Да ли је одлука о гојазности од помоћи или шкоди гојазним људима?"). Осим тога и почетком 2014. године, све НЛЦП Презентације пројеката ће укључивати стварање  уметничког елемента који на неки начин изражава његов / њен аргумент, на пример, документарни филм, сајт, пословни предлог, књижевни портфељ, визуелни уметнички портфолио, јединствено говорништво, или перформативна дебата. Нудлтулс, "моћна, интегрисана платформа за истраживање и писмености" је помоћна технологија за Норт Лондејл подухват.
Сир Џон Дианс колеџ, шеста форма колеџа у Енглеској, 2013. године је понудио ваннаставне ПН курсеве из медицине позициониран према студентима који студирају А-Левел биологије и хемије, који теже медицини, стоматологији, ветерини или биолошким наукама на Оксфорду или Кембриџу. Курс (развио др Вималан Јесудасон) успешно је служио 85 ученика, пре него што је независно понудиђен је крајем 2014. године, ПН Кешаир.
У Канади, Норт Пис Секундари Скулс Енергетик Лрнинг Кампус (ЕЛЦ) заснива се на овој филозофији. Потребан је разред од 10 и 11 студената, а рад путем основних курсева на основу прописаних резултата учења за струку у Британској Колумбији. ЕЛЦ је под-кампус средње школе, а налази се унутар Померои Спортског центра. Студенти су вођени кроз енглески, математику, науке и друштвене науке, заједно са физичком активношћу.

### Еколошка економија
Трансдисциплинарно поље еколошке економије је прихватило учење засновано на решавању проблема као основу педагогије. Радна свеска коју је  развио Јосхуа Фарлеи, Џон Ериксон и Херман Дали организује процес у (1) изградњи проблема базе, (2) анализи проблема, (3) синтези налаза, и (4) комуницирању резултата за решавање проблема. Изградња базе проблема обухвата избор, дефинисање и структурирање еколошки економског проблема. Анализа је разбије проблема у разумљиве компоненте. Синтеза је реинтеграција делова на начин који помаже да боље разумеју целину. Комуникација је превод резултата у облику релевантном за актера, широко дефинисана као проширена заједница колега.

## Критика

### Когнитивно оптерећење
Свелер и други су објавили серију студија у последњих двадесет година које су од значаја за учење засновано на решавању проблема, али о когнитивним оптерећењима и како они то описују као последица навођење-бледи. Свелер је спровео неколико истраживања на бази студија са студентима који студирају проблеме алгебре. Ове студије су показале да је активно решавање у процесу учења проблемкоји  је мање ефикасан наставни део стратегије него студирање рађених примера (Свелер и Купер, 1985, Купер и Свелер, 1987). Свакако активнорешавање проблема је корисно јер ученици постају компетентнији и способнији да се носи са својим радним ограничењима меморије. Али у  раном процесу учења, ученици могу тешко да обраде велику количину информација у кратком временском периоду. Тако активно решавање ригорозних проблема може постати проблем за почетнике. Када ученици стекну стручност то им помаже да  избегну ове проблеме. Ове студије су, међутим у великој мери засноване на индивидуалном решавању индивидуалних проблема добро дефинисаним проблемима.
Свелер (1988) је предложио теорију когнитивног набоја да објасни како почетници реагују на решавање проблема у раним фазама учења. Свелер предлаже на пример рад, а затим постепено увођење проблеме које треба решити. Они предлажу и друге облике учења у раној фази процеса учења (на пример рад , циљ ослобађање од  проблема, итд); да би касније био замењен комплетним проблемима, са евентуалним циљем решавања проблема на своју руку. Ова проблемска настава постаје веома корисна касније у процесу учења.
Многи облици скеле су спроведене у проблемску наставу да се смање когнитивна оптерећења ученика. Ово су најкорисније смернице у решавању проблема. Као пример, размотрите ефекат блеђења који помаже ученицима да полако проучавају примере за решавање проблема. У овом случају је утврђено да је блеђење  веома ефикасно и да помаже у смањењу когнитивног оптерећења на ученике.
Евалуација ефеката ПН учења у односу на традиционална наставна учења је показала да је изазов. Различити фактори могу утицати на реализацију ПН: обим уградње ПН у наставни план и програм, групне динамике, природе проблема, фацилитатор утицај на групу, као и мотивација ученика. Ту су и разни исходи ПН који се могу мерити, укључујући стицање знања и клиничке надлежности. Додатне студије су потребне да истраже све варијабле и технолошке скеле, које могу да утичу на ефикасност ПН.

### Захтеви за спровођење
Имплементација ПН у школама и универзитетима је захтеван процес који захтева ресурсе, много планирања и организације. Азер расправља о 12 корака за имплементацију "чисти ПН":
1. Припрема факултета за промене
2. Успостављање нове комисије наставног плана и програма и радне групе
3. Израда новог ПН наставни план и програм и дефинисање образовних исхода
4. Тражиње савета од стручњака у ПН
5. Планирање, организовање и управљање
6. Обука ПН тутора и дефинисање циљева тутора
7. Упознавање студената са ПН програмом
8. Коришћење 3-учења да подржи испоруку ПН програма
9. Промена процене да одговара ПН наставном плану и програму
10. Подстицање повратне информације од студената и наставног особља
11. Управљање ресурсима и објектима који подржавају самостално учење
12. Наставак евалуације и доношење промене (pp. 809-812)

Разматрањем различитих модела ПН, Баров је поставио оригинални концепт или "чисти ПН", хибридни ПН и  искуства са решавањем проблема активностима. У принципу ови модели чине континуум где су ниво наставе и предавања су обрнуто пропорционални количини самосталног учења. Индивидуални проблем дизајна, или "окидач" мора на крају водити студенте добијању циљева учења. Азер разматра детаљне циљеве за изградњу "проблем" за ПН. Избор тутора, обука и развој су веома важни за ПН. Студенти боље реагују на мотивисане и одушевљене туторе. Улога тутора је да управља студентима током туторијала. Водећи студенти уче  много више времена него да им се  једноставно дају одговори. Кол et al. (2008) пријавио ПН тутор студент време контакта је 3-4 пута веће од инструктора у традиционалним методама.

## Остали резултати
Један од циљева ПН је развој вештине самосталног учења (СУ). У Лојенс Магда & Рикерса 'дискусији, СУ се дефинише као "процес у којем појединци преузимају иницијативу ... у откривању потреба учења, формулисању циљева, идентификовању људских и материјалних ресурса, избору и примени одговарајућих стратегија учења, и евалуацији исхода учења. " Пошто су позвани у процес учења, студенти су позвани да преузму одговорност за своје учење, што доводи до повећања у сопственој режији способности учења. У Севериенс и Скмидт студији од 305 студената прве године колеџа, открили су да је ПН и њен фокус на СУ довела до мотивације за студенте да одрже студијски темпо, довели су до социјалне и академске интеграције, охрабрили развој когнитивних вештина, и неговали већи напредак студија од студената у уобичајеном окружењу учења. ПН охрабрује ученике да се заузму место у академском свету кроз распитивања и откриће да је срж за учење заснован на решавању проблема.
ПН је такође важио као метод учења који може да промовише развој вештине критичког размишљања. У ПН учења, студенти уче како да анализирају проблем, идентификује релевантне чињенице и генеришу хипотезе, идентификују неопходне информације / знање за решавање проблема и да дају разумне процене о решавању проблема.
Послодавци су ценили позитивне атрибуте комуникације, тимског рада, поштовања и сарадње који су ПН искусни студенти развили. Ове вештине обезбеђују боље будуће вештине у стално променљивој експлозији информација. ПН наставни план и програм обухвата изградњу ових атрибута кроз изградњу знања, писмених и међуљудских односа и кроз искуство у процесу решавања проблема.

## Предности проблемске наставе
Као и свака друга теорија учења, проблемска настава такође има своје предности и ограничења када је имплементирана у наставном плану и програму. Пошто је овај експеримент је почео у медицинској едукацији, јака мишљења су изражена и питања у погледу ефикасности и ефикасности образовног проблема проблемске наставе у медицини. Следе предности и ограничења проблема са седиштем учења.

### Почетак студентског учења
У проблему са седиштем учења студенти су активно укључени и они воле ову методу. Она подстиче активно учење, и такође задржавање и развој вештина доживотног учења. Она подстиче самостално учење , ученици се суочавају са проблемима и подстиче развој дубоког учења.

### Подржавање доживотног учења
Пројекат базиран на учењу ставља акценат на доживотно учење путем развоја потенцијала код ученика да одреде своје циљеве, пронађу одговарајуће ресурсе за учење и преузму одговорност за оно што треба да знају. (Само-правац за целоживотно учење Кенди ПК: а. тутор пун разумевања за теорију и праксу. Сан Франциско. Јосеи-Бас, 1991). Такође у великој мери помаже им за  дугорочно задржавање знања.

### Истакнутост за разумевање нису чињенице
Проблем базиран на фокусирању учења на ангажовање ученика у проналажењу решења у реалним животним ситуацијама и одговарајућим контекстуализованим проблемима. У овом методу дискусија заједничко истраживање заузима место предавања.

### Учења у дубини и конструктивистички приступ
ПН негује дубоко учење кроз укључивање ученика са интеракцијом материјала за учење. Они се односе на концепт учења са свакодневним активностима и проширивање знања и разумевања. Студенти такође активирају своје претходно знање и граде постојеће појмовне оквире знања.

### Повећавање самосталног учења
Студенти сами решавају проблеми који им се дају, они имају више интересовања и одговорности за своје учење. Они ће сами тражити ресурсе, као што су истраживачки чланци, часописи, веб материјали итд. Тако су опремљени с више искуства у тражењу средстава у односу на студенте са традиционалним методама учења.

### Боље схватање и способност
Дајући већу важност значењу, примењивости и значају наставног материјала долази до бољег разумевања предмета који се уче. Када је ученицима дат већи изазов и значајни проблеми то их чини вештијим. Контекст правог живота и проблеми чине њихово учење дубљим, трајнијим и ојачавају преносивост вештина и знања из учионице до посла. Пошто постоји више простора за примену знања и вештина преноса се повећава. То ће такође бити веома корисно за њих не само за визуелизацију како ће изгледати примене тог знања и експертизе о њиховом пољу рада или професије.

### Јачање међуљудских односа и тимски рад
Проблемска настава је више од тимског рада и сарадње током учења. Тимови или групе реше релевантне проблеме сарадњом и стога се подстиче интеракција ученика, тимски рад и јачају међуљудски односи, као вршњачке евалуације, рад са групном динамиком итд. Такође подстиче у њима лидерске квалитете, учи их да донесу одлуку консензусом и да дају повратне информације члановима тима и сл.

### Само-мотивисани став
Истраживачи кажу да ученици воле проблеме засноване на заједничком учењу, а не од традиционалних програма. Повећање процента присуства ученика и њихов однос према том самом приступу веома јасно показује да су само-мотивисани. У ствари, то је више фасцинантно, стимулисано и један од добрих метода учења, јер је флексибилнији. и занимљив за студенте. Они уживају у овом окружењу учења јер је мање опасно и могу самостално да уче. Сви ови аспекти чине ученике само-мотивисаним и поспешују наставу учења и након њиховог одласка из школе или факултета.

### Обогаћен однос наставник-студент
Пошто су ученици самостално мотивисани, добар тимски рад, самостално учење итд наставници који су радили у оба традиционалном и пројекту заснованог на  формату учења воле пројекат заснованог учење. Они такође осећају да је проблем базиран на  учење значајан за  наставни план и програм и користан за когнитиван раст студената.

### Виши ниво учења
ПН студенти резултатирају боље од студената у традиционалним курсева због својих надлежности учења, решавања проблема, технике самооцењивање, прикупљања података,  итд. То је зато што су бољи у активирању претходног знања, и они уче у контексту подсећања на њихов будући контекст и елаборирање више на представљене информације које помажу у бољем разумевању и задржавању знања.

## Ограничења проблемске наставе

### Дуготрајност
Иако студенти генерално воле курсеве за учење на бази проблема, као и њихову способност у решавању проблема у реалном животу. Али то захтева много времена за инструкторе за учење ученика припреми материјале итд.

### Традиционалне претпоставке студената
Проблем учењакод проблемске наставе је традиционална претпоставка студената. Већина ученика је можда провела своје претходне године образовања под претпоставком свог учитеља као главнг дисеминатора знања. Због овог разумевања према предмету студентима може недостајати способност да једноставно питају о нечему у првим годинама проблема са седиштем учења.

### Улога инструктора
Инструктори морају да мењају своје традиционалне наставе методологије како би се укључила проблемска настава. Њихов задатак је да испитају знање ученика, веровања, дају само наговештаје да исправе своје грешке и воде ученике кроз истраживања. Све ове карактеристике проблема са седиштем учења могу бити страна неким инструкторима; стога им је тешко да промене своје навике из прошлости.

### Евалуација ученика
Инструктори морају да се прилагоде новим методама оцењивања за процену постигнућа ученика. Они морају да се прилагоде писменим испитима са модификованим есеј питања, практичним испитима, само-процени, итд.

### Преоптерећење информацијама
Будући да је самостално режирање студија студенти не могу бити сигурни колико само-усмерена студија да ураде и која информација је релевантна и важна осим ако су правилно руковођени инструктором.
Проблемска настава је један од ефикасних начина достављања образовања. Она има неколико предности у односу на традиционалне методе, али у исто време неколико недостатака. Видимо у односу на традиционалне методе, да студенти из наставног плана и програма заснива учења пројекта имају боље задржавање знања и такође пружа занимљиву и изазовну образовну атмосферу за студенте. Према томе, позитивне ефекте проблемске наставе не треба потцењивати. То може да учини искуства ученика врло занимљив и учини се студентима веома фасцинантним и очаравајућим.

## П5БЛ приступ
P5BL означава људе, проблем, процес, производ и проблемску наставу.
П5БЛ  приступ је стратегија учења уведена у Станфорд Скул оф Инџењеринг у њиховој P5BL лабораторији 1993. као иницијативу би понудили своје дипломиране студенте из грађевинарства, архитектуре и грађевинарске дисциплине да спроведу своје вештине у "интердисциплинарно, заједничко и географски дистрибуирано  искуство тимског рада." У овом приступу, који је први направио Станфорд професор г-ђа Фруктер, окружење преко шест универзитета из Европе, САД и Јапана заједно са алатом заробљавања и знања удео пројекта. Студентима (људима) из три дисциплине је додељен тимски пројекат који ради на решавању проблема и испоруке крајњег производа клијенту.
Главни стрес овог приступа је да постоји интердисциплинарни интегрисани развој резултатима, у циљу побољшања укупне надлежности и способности ученика. П5БЛ менторство је структурирана активност која укључује ситуационо учење и конструктивистичке стратегије учења за подстицање културе праксе који би продужио изван универзитетског кампуса у стварном животу. П5БЛ је све о подстицању наставе и учења тимског рада у информатичком добу, што олакшава тимске интеракције са професорима, индустријским менторима и власницима који пружају потребне смернице и подршку за активности учења.
Кључне предности ове методе су  упознавање студента са стварним проблемима и побољшавање њиховог поверења у решавању истих. Такође побољшава њихове вештине умрежавања, чиме се оснива однос са кључним особама у индустрији. Они такође уче вредност тимског рада. Овај поступак такође ствара у њима уважавање интердисциплинарног приступа.
Приступ међутим, треба  пажњу на менторство које се пружа студентима. Одговарајући скела треба да се уради од стране ментора како би се осигурало да су ученици успешни у постизању својих циљева пројекта решавања проблема. Комуникација између тима треба да буде отворена и конструктивна у природи за постизање потребне прекретнице.